# چزاره پولی
چزاره پولی (انگلیسی: Cesare Poli) (۶ ژانویهٔ ۱۹۴۵ – ۷ سپتامبر ۲۰۲۴) بازیکن فوتبال اهل ایتالیا بود.
از باشگاه‌هایی که در آنها بازی کرده‌بود می‌توان به باشگاه فوتبال کالیاری، باشگاه فوتبال اینتر میلان، و باشگاه فوتبال ویچنزا اشاره کرد.